# Herb powiatu bytowskiego
Herb powiatu bytowskiego – jeden z symboli powiatu bytowskiego, ustanowiony 30 marca 2000.

## Wygląd i symbolika
Herb przedstawia na tarczy dzielonej w słup w polu lewym na błękitnym tle dziesięć gwiazd złotych, sześcioramiennych ułożonych w pięciu rzędach po dwie, a w polu prawym na żółtym tle gryf czarny, z czerwonym dziobem i łapami, zwrócony w prawo. Czarny gryf to symbol Pomorza Gdańskiego, a każda z gwiazd drugiego pola symbolizuje jedną z 10 gmin powiatu.